# Geoffroy d'Estissac
Geoffroy de Madaillan d'Estissac, mort le 30 mai 1542, est un dignitaire ecclésiastique français du XVIe siècle, évêque de Maillezais à partir de 1518, ami et protecteur de Rabelais.

## Biographie
Geoffroy de Madaillan d'Estissac est le second fils de Jean de Madaillan d'Estissac (vers 1425-19 juillet 1482), favori de Charles de France, le frère du roi Louis XI.
En 1504, Louis XII le nomme prieur commendataire du monastère de Ligugé. Il en achève la reconstruction, commencée en 1479.
Le 22 mars 1518, François Ier le nomme évêque de Maillezais. Il continue cependant de résider à Ligugé, où la communauté des moines s’éteint vers 1520. Il accueille de nombreux lettrés de la région, tels Jean Bouchet, Eimery, Florent Thibaud et Mellin de Saint-Gelais.
En 1525, il prend comme secrétaire particulier un moine qui vient de fuir le couvent de Fontenay-le-Comte pour avoir étudié le grec, ce qui à l'époque est considéré comme hérétique par la Sorbonne : François Rabelais, puisque c’est de lui qu’il s’agit, a, dans cette fonction, accès à la bibliothèque de Geoffroy qui comprend alors environ 80 livres. Il peut ainsi satisfaire son insatiable curiosité. Au cours de cette période (1525-1526), des liens d'amitié et d’estime se tissent  entre les deux hommes malgré la différence de condition. Rabelais peut, grâce à l'influence de son protecteur, donner libre cours à sa fantaisie et à son génie créateur à l'abri de la vindicte de ses détracteurs.
Par la suite, Geoffroy d'Estissac bénéficie en retour de la clairvoyance de Rabelais qui lui fait part des nouveautés rencontrées au cours de ses voyages : par exemple, alors qu'il est médecin du cardinal Jean du Bellay à Rome, il lui envoie des graines de laitues qui seraient à l'origine de la culture de cette plante en Poitou.
Geoffroy d'Estissac fait construire le château de L'Hermenault. Il possède des terres à Sanxay, Saussignac, et Coulonges-les-Royaux et bénéficie d'abbayes Notre-Dame-de-Celles, Saint-Liguaire, et Cadouin, ainsi que la commende de l'abbaye Saint-Martin de Ligugé.